# Max Friz
Pour les articles homonymes, voir Friz.
Max Friz (né en 1883 à Urach, mort 1966 à Tegernsee) est un ingénieur allemand, cofondateur des Bayerische Motoren Werke (BMW) en 1917.
Max Friz voulait que BMW entre dans le commerce de la motocyclette. Il dessina donc un prototype utilisant un moteur bicylindre à plat monté transversalement, avec une roue arrière motrice via un arbre de transmission et un châssis en double-tube. Par la suite naquit la R32 en 1923, qui fut présentée pour la première fois au salon de Paris : 494 cm3, une boîte 3 vitesses… les standards des BMW ont été ainsi définis.